# Anders Johan Lindgren
Anders Johan Lindgren, född 25 mars 1825 i Maria Magdalena församling i Stockholm, död 7 september 1870, var en svensk järnhandlare.
Lindgren kom till Gävle som 17-åring och blev anställd i en järnhandel. Han stannade kvar i Gävle i 10 år, och sedermera startade han en egen järnhandel i staden.
1853 kom Lindgren till Sundsvall och 1854 startade han ännu en järnhandel. Han satt i Sundsvalls stadsfullmäktige under 1863 och dog barnlös.